# Riu Camarena
El Camarena és un riu d'Aragó, afluent del Túria. Naix en la província de Terol, en la serra de Javalambre. Té un recorregut aproximat de 24 quilòmetres. La seua font més alta és la de la Cepa, a 1600 m. d'altitud, en el terme municipal de Camarena de la Serra. El riu es forma amb la reunió dels rierols de la Tejeda i de l'Aigua Bona. Aquests rierols s'alimenten de les fonts del Peral, Blanquilla, Aigua Bona i altres. Passa per Camarena de la Sierra (1294 m. d'altitud) i el Mas de Navarrete (1020 m), on rep les aportacions de les fonts del Cabrito i el Zarzillo. Després, continua el seu recorregut passant al costat de les poblacions de Valacloche (986 m) i Cascante del Río (984 m). A partir d'aquesta última, en els períodes d'estiu sol assecar-se en el seu tram final, a causa de l'aprofitament per a regs. Desemboca en el Túria en Villel (824 m), on és denominat el Regajo.